# Chronologie de la tour Eiffel
 (octobre 2012).
Si vous disposez d'ouvrages ou d'articles de référence ou si vous connaissez des sites web de qualité traitant du thème abordé ici, merci de compléter l'article en donnant les références utiles à sa vérifiabilité et en les liant à la section « Notes et références ».
Cet article dresse de manière détaillée la chronologie des faits marquants qui ont ponctué l'histoire de la tour Eiffel.

## Avant 1884

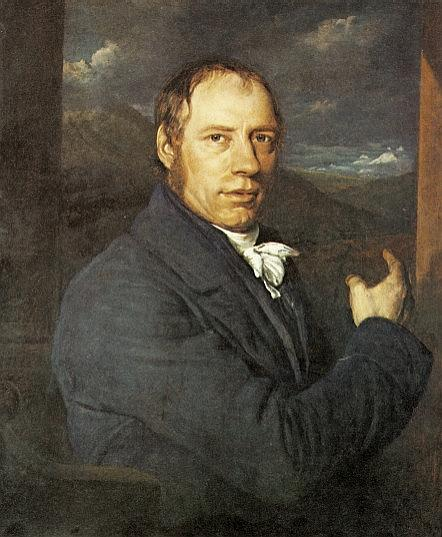
Richard Trevithick en 1816

- 1784 : Mise au point d'un procédé de production de fer, le puddlage, par Henry Cort qui affranchit la sidérurgie de la faible disponibilité du charbon de bois. Un siècle plus tard, c'est en fer puddlé que sera construite la tour Eiffel.
- 1833 : Richard Trevithick, expert britannique des machines à vapeur, expose l'idée d'une colonne en fonte ajourée haute de 1 000 pieds (304,80 mètres), mesurant 30 mètres à la base et 3,60 mètres au sommet. Bien que ce projet soit certainement utopiste, il lance une souscription pour réaliser son monument, mais meurt deux mois après.
- 1837 : L'idée de gagner de la hauteur grâce aux capacités du métal progresse et sera appliquée, dans un premier temps aux édifices religieux. Cette année-là, la cathédrale de Rouen se voit dotée d'une flèche en fonte de 40 mètres de hauteur.
- 1875 : Les entreprises Eiffel la gare de l'ouest, à Pest (Budapest) en Hongrie.
- 1876 : Exposition universelle de Philadelphie : Deux américains, Clarke et Reeves, rêvent de construire une tour de 1 000 pieds pour cette occasion. Faute de crédits, ce projet imaginé en 1874 ne sera pas réalisé, mais il sera néanmoins publié en France dans la revue La Nature.
- 1877 : Les entreprises Eiffel livrent le pont Maria Pia sur le Douro, au Portugal.
- Au début des années 1880 : L'idée d'une nouvelle Exposition universelle organisée en France (soit la cinquième après celles de 1855, 1861, 1867 et 1878) germe dans l'esprit des politiques. Prévue pour 1889, d'un point de vue symbolique, elle est censée célébrer le centenaire de la révolution française, d'un point de vue politique, consacrer la Troisième République nouvellement instaurée (en 1875) et d'un point de vue économique, exposer au monde le génie industriel de la France.
- Au début des années 1880 : G.Eiffel & Cie, la société de construction de Gustave Eiffel, se place au 5e ou 6e rang des entreprises françaises du secteur.
- 1881 : L'ingénieur français Sébillot revient des États-Unis avec l'idée d'une "tour-soleil" en fer surmontée d'un phare éclairant Paris. Il s'associe à Jules Bourdais et imaginent ensemble le projet -certainement irréalisable- d'une tour de granit de 300 mètres.
- 1881 : Conception par les entreprises Eiffel de la structure métallique de la statue de la Liberté (travail initié par Maurice Koechlin, qui réalisera trois ans plus tard les premiers croquis de la future tour Eiffel).

## 1884-1889

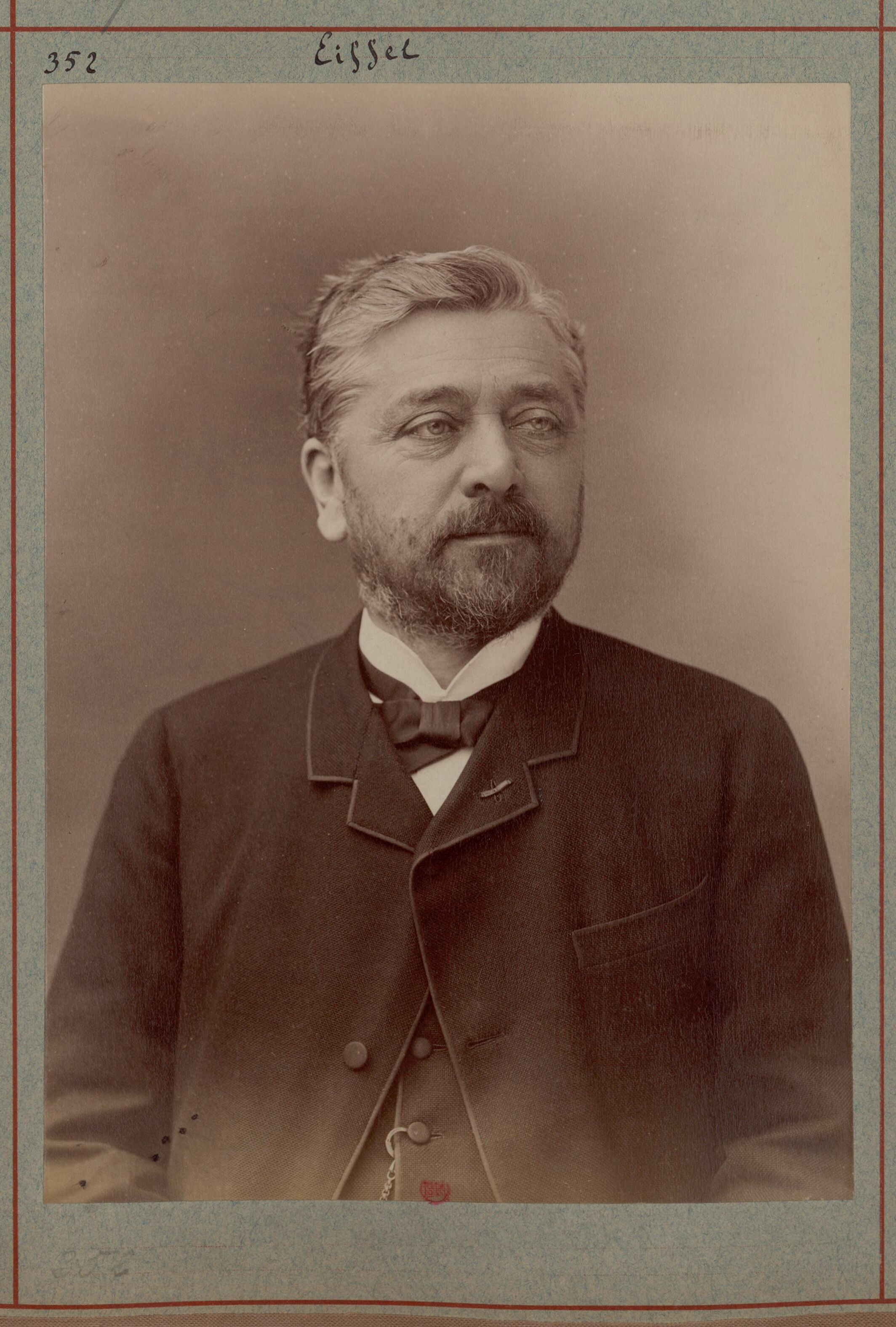
Gustave Eiffel en 1888

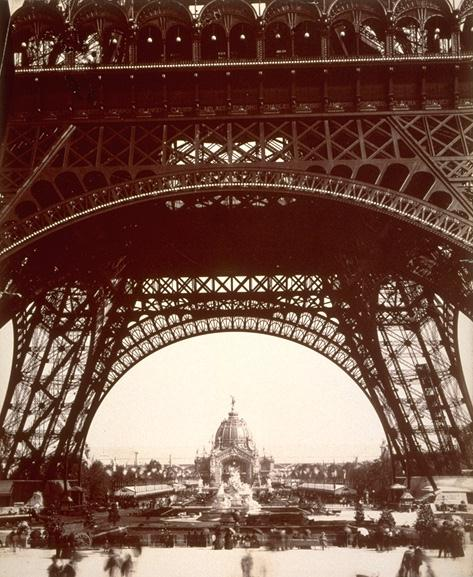
La tour Eiffel lors de l'exposition universelle de Paris de 1889

- Mai 1884 : Émile Nouguier et Maurice Koechlin, respectivement chef du bureau des méthodes et chef du bureau d'études de G.Eiffel & Cie, planchent sur l'idée d'une « tour très haute » pour l'exposition universelle de 1889.
- 6 juin 1884 : Maurice Koechlin réalise le tout premier croquis de ce qui deviendra bientôt la tour Eiffel.
- Été 1884 : Le projet est soumis à Gustave Eiffel qui dit ne pas y porter d'intérêt, mais qui autorise malgré tout Maurice Koechlin et Émile Nouguier à en poursuivre l'étude. Ils s'adjoignent alors les services de Stephen Sauvestre, architecte phare des entreprises Eiffel, qui remanie profondément la physionomie générale du projet de tour.
- 18 septembre 1884 : Gustave Eiffel examine la nouvelle mouture du projet et est séduit. Il prend un brevet aux noms d'Eiffel, Nougier et Koechlin « pour une disposition nouvelle permettant de construire des piles et des pylônes métalliques d'une hauteur pouvant dépasser 300 mètres ».
- 8 novembre 1884 : Jules Grévy, président de la République, signe 2 décrets qui annoncent officiellement la tenue de l'exposition universelle de 1889 à Paris.
- Automne 1884 : Exposition des arts décoratifs de Paris : Présentation du projet.
- Fin 1884 : Gustave Eiffel rachète à Nougier et Koechlin l'exclusivité du brevet, en France et à l'étranger. En contrepartie, il s'engage à citer leurs noms et à leur verser de l'argent.
- Décembre 1884 : Parution du projet dans la revue technique Le génie civil.
- 1884 : Les entreprises Eiffel achèvent viaduc de Garabit dans le Cantal et reçoivent commande de la coupole métallique de l'observatoire de Nice, installée l'année suivante.
- Mars 1885 : Gustave Eiffel prononce une conférence à la Société des ingénieurs civils, où il précise les principales données techniques de la tour.
- 1er avril 1886 : La chambre des députés adopte un projet de loi d'Édouard Lockroy, ministre du commerce, qui en fait le commissaire général de l'Exposition et la dote d'un budget de 43 millions de francs.
- 1er mai 1886 : Édouard Lockroy, suivant les arguments de Gustave Eiffel, lance un concours pour « étudier la possibilité d'élever sur le Champ-de-Mars une tour en fer à base carrée, de 125 mètres de côté à la base et de 300 mètres de hauteur » (extrait de l'article 9 de l'arrêté du 1er mai 1886).
- 18 mai 1886 : Fin du concours. 107 projets ont été déposés.
- 26 mai 1886 : Avec son projet de tour, Gustave Eiffel obtient le premier prix qui l'autorise à construire son monument, mais le jury émet des réserves sur le système d'ascenseurs et sur la protection contre la foudre tels qu'ils apparaissaient dans le projet présenté.
- 8 janvier 1887 : Signature d'une convention entre Gustave Eiffel (agissant en son nom personnel), Édouard Lockroy, ministre du commerce et Eugène Poubelle, préfet de la Seine, ici représentant de la Ville de Paris. Eiffel s'engage à livrer la structure pour l'ouverture de l'exposition universelle et à créer une société anonyme spécifique pour utiliser les 1 500 000 francs de subvention qui lui sont versées.
- 28 janvier 1887 : Début des fondations de la tour Eiffel.
- 14 février 1887 : Une lettre adressée à Adolphe Alphand, directeur général des travaux de l’exposition universelle de 1889, parait dans Le Temps. Intitulée « Protestation contre la tour de M. Eiffel », elle s'indigne de la disgrâce qu'elle procurera dans le décor parisien. Elle est signée par certains des plus grands artistes de l'époque : Alexandre Dumas fils, Guy de Maupassant, Charles Gounod, Leconte de Lisle, Victorien Sardou, Charles Garnier, François Coppée, Sully Prudhomme, William Bouguereau, Ernest Meissonier etc. Gustave Eiffel adresse sa réponse écrite, dans une intrevue accordée au journal Le Temps.

« Nous venons, écrivains, peintres, sculpteurs, architectes, amateurs passionnés de la beauté jusqu'ici intacte de Paris, protester de toutes nos forces, de toute notre indignation, au nom du goût français méconnu, au nom de l'art et de l'histoire française menacés, contre l'érection, en plein cœur de notre capitale, de l'inutile et monstrueuse tour Eiffel que la malignité publique, souvent empreinte de bon sens et d'esprit de justice a déjà baptisée du nom de Tour de Babel.
[…]
La ville de Paris va-t-elle donc s'associer plus longtemps aux baroques, aux mercantiles imaginations d'un constructeur de machines, pour s'enlaidir irréparablement et se déshonorer ? Car la tour Eiffel, dont la commerciale Amérique ne voudrait pas c'est, n'en doutez pas, le déshonneur de Paris ! »

— (Protestation des artistes contre la Tour Eiffel, Le Temps, 14 février 1887)

« Et, si la tour, quand elle sera construite, était regardée comme une chose belle et intéressante, les artistes ne regretteraient-ils pas d'être partis si vite et si légèrement en campagne ? Qu'ils attendent donc de l'avoir vue pour s'en faire une juste idée et pouvoir la juger.
[…]

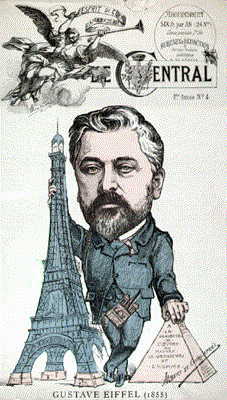
Caricature de Gustave Eiffel publiée dans Le Temps, le 14 février 1887

La tour sera le plus haut édifice qu'aient jamais élevé les hommes. Ne sera-t-elle donc pas grandiose aussi à sa façon ? Et pourquoi ce qui est admirable en Égypte deviendrait-il hideux et ridicule à Paris ? »

— (La réponse de Gustave Eiffel à la protestation des artistes, Le Temps, 14 février 1887)
- 1er juillet 1887 : Début des travaux du 1er étage de la tour Eiffel.
- 7 décembre 1887 : Jonction des quatre arêtes et du 1er étage de la tour Eiffel.
- 22 juillet 1888 : Dans Poésies, François Coppée écrit un poème sur la tour Eiffel :

« J’ai visité la tour énorme,/ Le mât de fer aux durs agrès,/ Inachevé, confus, difforme,/ Le monstre est hideux, vu de près.
Géante, sans beauté ni style,/ C’est bien l’idole de métal,/ Symbole de force inutile/ Et triomphe du fait brutal.
[…]
Œuvre monstrueuse et manquée,/ Laid colosse couleur de nuit,/ Tour de fer, rêve de Yankee,/ Ton obsession me poursuit. »

- Septembre 1888 : Début des travaux du 2e étage de la tour Eiffel.
- Septembre 1888 : Grève des ouvriers : Gustave Eiffel accorde à tous une augmentation.
- Décembre 1888 : Nouvelle grève des ouvriers : Aucune augmentation accordée cette fois-ci. Les meneurs sont affectés au montage des arcs du 1er étage, avec interdiction de monter aux étages supérieurs.
- 1888 : Émile Nouguier et Maurice Koechlin touchent 50 000 francs de l'époque sur la base du devis effectué avec Gustave Eiffel fin 1884 (rachat de leurs part par Eiffel dans le but d'avoir un brevet exclusif sur la tour).
- 31 mars 1889 : Achèvement officiel de la tour Eiffel. Un drapeau français est hissé au sommet au cours d'une cérémonie, saluée par 21 coups de canon. Auparavant, Gustave Eiffel et ses invités avaient gravi les 1 710 marches qui menaient alors au troisième étage de la tour. Officiellement, la Tour Eiffel est alors le plus haut monument du monde.
- 13 avril 1889 : Le 13e banquet de la conférence « Scientia » est offert à M. Eiffel. Sully Prudhomme y prononce un discours :

« Aussi le poète, à mon avis, peut-il regretter que la tour Eiffel ne caresse pas les yeux sans perdre pour cela le droit ni faillir au devoir d'y saluer une audace magnifique dont la majesté suffit amplement à la satisfaire. Ce colosse rigide et froid peut dès lors lui apparaître comme un témoin de fer dressé par l'homme vers l'azur pour attester son immuable résolution d'y atteindre et de s'y établir. »

— (Discours paru dans La Revue scientifique le 20 avril 1889).
- 6 mai 1889 : Ouverture de l'exposition universelle de 1889. Pendant toute la durée de l'exposition, Le Figaro installe un "pavillon du Figaro" au 2e étage de la tour et tire une édition quotidienne spéciale "imprimée dans la tour Eiffel", comme l'indique son sous-titre de l'époque.

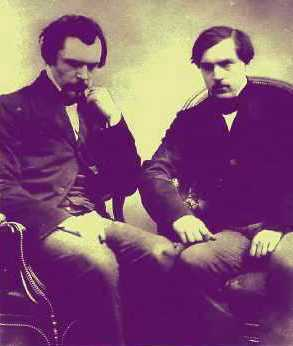
Edmond de Goncourt et Jules de Goncourt

- 6 mai 1889 : Dans leur Journal, Edmond de Goncourt et Jules de Goncourt écrivent :

« La place de la Concorde, une apothéose de lumière blanche, au milieu de laquelle l'obélisque apparaît avec la couleur rosée d'un sorbet au champagne,-la tour Eiffel faisant l'effet d'un phare, laissé sur la terre par une génération disparue,-une génération de dix coudées. »

- 15 mai 1889 : Ouverture de la tour Eiffel au public. Dès la première semaine, elle reçoit 28 922 visiteurs. L'ascension aux 1er et 2e étages se fait à pied.
- 26 mai 1889 : L'ascension de la tour se fait en ascenseur.
- Mai 1889 : Raoul Bonnery écrit un poème sur la tour Eiffel dans Le Franc Journal :

« Un mât ? J'accepte l'épithète,/ Mais un mât fier, audacieux,/ Qui saura, portant haut la tête,/ Parler de progrès jusqu'aux cieux.
Un mât qui sur la ville immense,/ La nuit projettera ses feux,/ Un mât où l'étendard de la France,/ Le jour, flottera radieux ! »

- 2 juillet 1889 : Dans leur Journal, Edmond de Goncourt et Jules de Goncourt écrivent :

« Ce soir, dîner sur la plate-forme de la tour Eiffel, avec les Charpentier, les Hermant, les Zola, les Dayot.
La montée en ascenseur : la sensation du bâtiment qui prend la mer ; mais rien de vertigineux. Là-haut, la perception bien au-delà de sa pensée au ras de terre, de la grandeur, de l'étendue, de l'immensité babylonienne de Paris, et sous le soleil couchant, la ville ayant des coins de bâtisses de la couleur de Rome, et parmi les grandes lignes planes de l'horizon, le sursaut et l'échancrure pittoresque dans le ciel, de la colline de Montmartre prenant au crépuscule l'aspect d'une grande ruine qu'on aurait illuminée. »

- Juillet 1889 : Dans la Revue des deux Mondes, Eugène-Melchior de Vogüé écrit un article, À travers l'Exposition :

« La Tour a la séduction de ces milliers de pensées qui s'attachent à elle au même instant, le charme des femmes très regardées et très aimées. Il y a dans ces sept millions de kilos de fer une aimantation formidable, puisqu'elle va arracher à leurs foyers les gens des deux mondes ; puisque, dans tous les ports du globe, tous les paquebots mettent le cap sur l'affolante merveille. »

- 31 octobre 1889 : La tour Eiffel lors de l'exposition universelle de Paris de 1889 Fermeture de l'exposition universelle de 1889. Presque 2 millions de personnes ont visité la tour Eiffel (sur 32 millions d'entrées à l'exposition universelle de 1889). Plus précisément, en 173 jours, 1 953 122 entrées furent enregistrées, soit en moyenne 11 289 entrées par jour. À titre de comparaison, en 2005, la tour Eiffel dénombra 17 612 entrées par jour. Des personnalités prestigieuses signent le livre d'or : Georges 1er de Grèce, le Shah de Perse, le prince de Galles, le prince Baudouin, le tsarévitch, le fils de l'empereur du Japon etc.
- 1889 : Henri Rousseau, dit le Douanier Rousseau écrit une pièce de théâtre ; Une visite à l'Exposition de 1889, vaudeville en 3 actes et 10 tableaux, dont une scène se déroule à la tour Eiffel :

« LEBOZECK, apercevant le gardien
Dites donc, mon bon Monsieur, j'avons quequ'chose à vous d'mander. Pourriez-vous me dire comment qu'c'est qu'y faut s'y prendre pour monter jusqu'au haut de c'te grande échelle ?
LE GARDIEN, un peu froissé
Comment cette grande échelle dites-vous ? Sachez, Monsieur, que c'est la tour Eiffel, la plus haute du monde entier, car rappelez-vous qu'elle a trois cents mètres. D'où venez vous donc ; vous n'en avez jamais entendu parler ?
LEBOZECK
Vous appelez ça une tour ; il m'a toujours semblé qu'une tour était ronde et non faite comme une échelle remplie de barreaux. Mais c'est pas ça qu' j'vous demandons : nous voudrions ben y monter à c'te tour pisque c'est un' tour et jusqu'en haut, tout en haut, par où qu'il faut y aller ? »

- 1889 : Georges Seurat (1859-1891) peint La tour Eiffel (Huile sur panneau, 24,1 × 15,2 cm, Fine Arts Museum - San Francisco). Il représente l'édifice alors qu'il était encore en phase de construction.

## 1890-1900

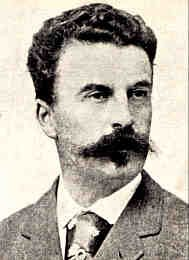
Guy de Maupassant

- 1er janvier 1890 : Début de la période d'exploitation commerciale d'une durée de 20 ans accordée à Gustave Eiffel, au terme de la convention signée le 8 janvier 1887 avec le ministre du commerce et le préfet de la Seine.
- 31 décembre 1890 : Pour l'ensemble de l'année 1890, le nombre d'entrées chute de manière vertigineuse à 393 414 visiteurs.
- 1890 : Guy de Maupassant écrit un récit de voyages, La vie errante. Il y explique son désamour de la tour Eiffel :

« J'ai quitté Paris et même la France, parce que la tour Eiffel finissait par m'ennuyer trop.
[…]
Mais je me demande ce qu'on conclura de notre génération si quelque prochaine émeute ne déboulonne pas cette haute et maigre pyramide d'échelles de fer, squelette disgracieux et géant, dont la base semble faite pour porter un formidable monument de Cyclopes et qui avorte en un ridicule et mince profil de cheminée d'usine. »

- 9 septembre 1891 : Le boulanger landais, Sylvain Dornon, monte sur des échasses les 347 marches qui mènent au premier étage de la tour Eiffel. En mars de cette même année, il fera le voyage Paris-Moscou, toujours avec ce moyen de locomotion.
- 1892 : M. Carron effectue un projet non réalisé, de construire depuis le 2e étage de la Tour Eiffel, une attraction à sensations similaire à une tour de chute, sous forme de coque profilée en acier pouvant accueillir 10 passagers, chutant jusqu'à un bassin situé en dessous du sol et rembourrée d'énormes ressorts.
- 1893 : Gustave Eiffel se retire définitivement des affaires après son inculpation judiciaire, à la suite du scandale financier du canal de Panama. D'abord condamné à 2 000 francs d'amende et à 2 ans de prison, la cour de cassation l'avait finalement disculpé.
- 1897 : Dans Le Bec en l'air, Alphonse Allais fait paraître Utilisation de la tour Eiffel en 1900 :

« -J'ai une idée !

- Le contraire m'eût étonné, Cap !

- Une idée pour rendre utile cette stupide tour qui fut, en 1889, une utile démonstration industrielle, mais qui est devenue si parfaitement oiseuse.

[…]

- Merci, mon garçon !… Donc, nous renversons la tour Eiffel et nous la plantons la tête en bas, les pattes en l'air. Puis, nous l'enveloppons d'une magnifique, décorative et parfaitement imperméable céramique.

[…]

- Un gobelet rempli d'eau.

- D'eau...comment ?

- Je comprends !...D'eau ferrugineuse et gratuite à la disposition de nos contemporains anémiés. Au bout de quelques années toute de cette masse de fer, dissoute peu à peu dans l'eau des pluies, aura passé dans l'organisme des Parisiens, leur communiquant vigueur et santé… »

- Octobre 1898 : 1er essai de transmission télégraphique hertzienne par Eugène Ducretet et Ernest Roger entre la tour Eiffel et le Panthéon, distant de 4 km.
- 5 novembre 1898 : Eugène Ducretet réussit la 1re transmission télégraphique hertzienne entre la tour Eiffel et le Panthéon, distant de 4 km.
- 1898 : Mort d'Émile Nouguier.
- Du 15 avril au 12 novembre 1900 : Nouvelle exposition universelle organisée à Paris. La tour Eiffel n'enregistrera “que” 1 024 897 visiteurs (soit 52,5 % des entrées de l'exposition universelle de 1889), alors même que le nombre d'entrées global de cette exposition est supérieur à celui comptabilisé pour celle de 1889.
- 1900 : L'éclairage de la tour Eiffel, qui était auparavant au gaz, devient entièrement électrique grâce à l'installation de 5 000 ampoules.
- 1900 : Jusqu'en 1914, tous les jours, à midi, retentira un coup de canon signifiant la nouvelle heure. On parlera à cet égard du « canon de midi ».

## 1901-1918

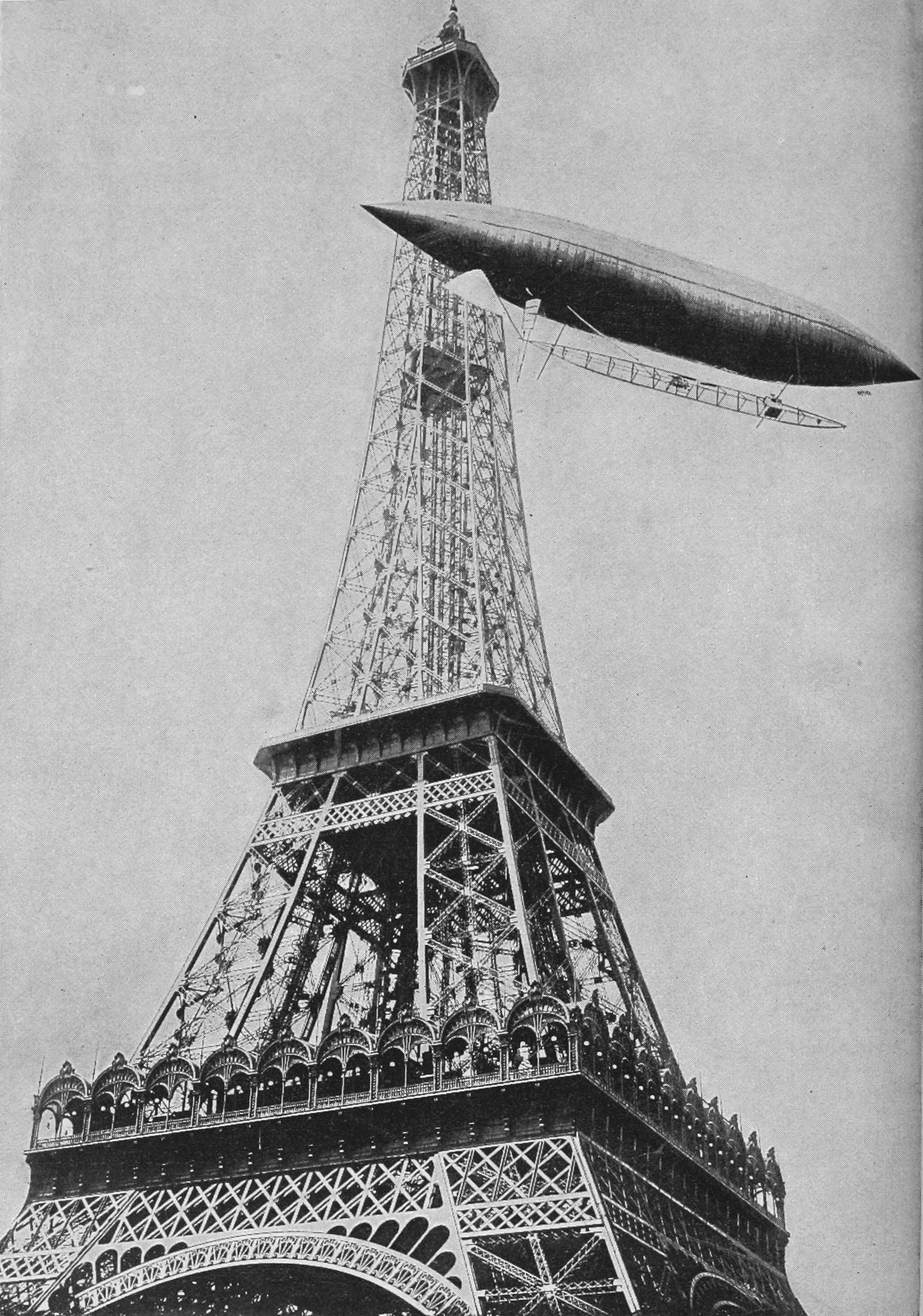
Alberto Santos-Dumont faisant le tour de la tour Eiffel avec son dirigeable

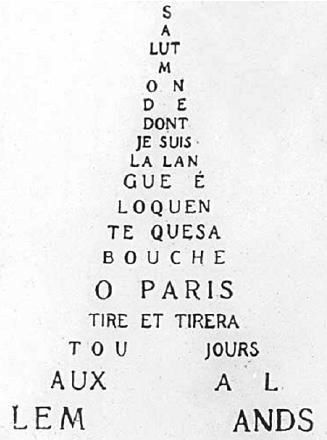
Calligramme de Guillaume Apollinaire en 1918

- 19 octobre 1901 : Alberto Santos-Dumont fait le tour de la tour Eiffel avec son dirigeable numéro 6. Un an plus tôt, l'industriel Henry Deutsch avait proposé d'offrir un prix de 100 000 francs au pilote du premier aéronef qui contournerait la Tour en revenant à son point de départ (Saint-Cloud) en moins d'une demi-heure.
- 1902 : À la manière d'Hokusai et ses trente-six vues du mont Fuji (1829), Henri Rivière (1864-1951) réalise en 1902, une série de 36 lithographies ayant pour thème la tour Eiffel. Chacune aquarelle montre l'édifice vue d'un quartier de Paris et est réalisée dans l'esprit des estampes japonaises.
- 1903 : Le capitaine Gustave Ferrié, officier du génie, propose à Gustave Eiffel d'installer à partir de sa tour un réseau militaire de télégraphie sans fil (TSF).
- 1903 : Il est envisagé de démolir la tour Eiffel à la fin de la concession qui court jusqu'au 31 décembre 1909, mais l'architecte Jean-Louis Pascal présente un rapport concluant à sa conservation, notamment pour son caractère « unique au monde », « la curiosité toujours entretenue des visiteurs » et « l'adaptation exceptionnel de cet édifice à des recherches scientifiques passées, présentes et futures ».
- 1903 : Début des tests scientifiques menés sur la tour Eiffel : pour tester la résistance de l'air, un câble est tendu entre la 2e plate-forme et le sol, un échantillon à étudier chute alors le long de ce câble pendant que sont étudiés la vitesse et la résistance.
- 21 juin 1904 : première Fête du Soleil : réunion des membres de la Société astronomique sur la tour Eiffel, qui regroupe autour de Camille Flammarion, astronomes et physiciens, pour observer le solstice d'été. Jusqu'en 1914, ils se réuniront les 21 juin de chaque année.
- 26 novembre 1905 : Tenue du “championnat de l'escalier”, organisé par le quotidien Le Sport : les participants doivent prendre l'escalier et monter le plus rapidement possible au 2e étage de la tour Eiffel. Les 227 concurrents qui s'aligneront au départ, seront répartis “en vétérans, pupilles, coureurs à pied, marcheurs et joueurs de football”. Le gagnant de l'épreuve, un certain Forestier, atteint le 2e étage en 3 minutes 12 secondes et gagne un vélo Peugeot.
- 1906 : La TSF installée depuis la tour Eiffel porte jusqu'à Bizerte, en Tunisie.
- 1907 : La TSF installée depuis la tour Eiffel porte jusqu'en Amérique.
- 1907 : Une horloge géante est installée sur la tour Eiffel et donne l'heure aux parisiens grâce à des chiffres lumineux de 6 mètres de haut. Depuis 1900, l'heure était donnée par un coup de canon.
- 18 octobre 1909 : À 17 heures, à bord d'un Wright de 12 mètres d'envergure, le comte Charles de Lambert survole Paris et la Tour Eiffel pour la première fois.
- 31 décembre 1909 : Fin de la concession d'origine.
- 1909 : Une petite soufflerie est construite au pied de la tour Eiffel.
- 1er janvier 1910 : La concession accordée à Gustave Eiffel est prorogée pour 70 ans supplémentaires, notamment grâce aux travaux scientifiques menés sur la tour Eiffel.
- 23 mai 1910 : La TSF installée depuis la tour Eiffel émet de manière régulière des signaux horaires à destination du monde entier. Ils sont entendus à 5 200 km la nuit et moitié moins le jour, ils sont perçus de jour jusqu'à Batoumi en Géorgie et de nuit jusqu'à Glace Bay, dans la province canadienne de Nouvelle-Écosse.
- 1910 : Le peintre Robert Delaunay représente la tour Eiffel éclatée, à la manière des cubistes. Au cours des années (1910-1925, environ), il peindra sous différentes formes, plus de trente toiles représentant cet édifice.
- 4 février 1912 : À 8 h 30, Franz Reichelt, artisan tailleur d'origine autrichienne, essaie de voler depuis le 1er étage de la tour Eiffel, à l'aide d'un “parachute” de son invention, en réalité une sorte d'imperméable de grande envergure. Son saut qui dure 5 secondes sera filmé (le film existe toujours) et réalisé devant un public amassé au pied de la tour. Il s'écrase au sol, mais comme le révélera son autopsie, il était déjà mort d'une crise cardiaque durant son saut.
- 1912 : Rue Boileau à Paris : la petite soufflerie qui était installée au pied de la tour Eiffel est transférée et agrandie. Gabriel Voisin, Henri Farman, Louis Blériot et Louis Charles Breguet ont testé les maquettes de leurs avions dans ce laboratoire d'aérodynamique.
- 1913 : Mort d'Édouard Lockroy.
- 28 mars 1914 : Des radioamateurs installés sur la tour Eiffel captent la 1re émission de radiodiffusion du monde : Le concert royal depuis Laeken (Bruxelles).
- 1914 : Première Guerre mondiale : plusieurs messages importants sont interceptés depuis la tour Eiffel, notamment le « radiogramme de la victoire ».
- 1915 : Interception de messages qui conduisent à l'arrestation de Mata Hari.
- 1915 : Première Guerre mondiale : La tour Eiffel est fermée au public, et ce, jusqu'en 1918.
- Août-septembre 1917 : Vicente Huidobro écrit dans Nord-Sud, no 6-7, un poème sur la tour Eiffel :

« Tour Eiffel / Guitare du ciel / Ta télégraphie sans fil / Attire les mots / Comme un rosier les abeilles / Pendant la nuit / La Seine ne coule plus / Télescope ou clairon / Tour Eiffel / Et c'est une ruche de mots / Ou un encrier de nuit »

- 1918 : Calligramme nationaliste de Guillaume Apollinaire, en forme de tour Eiffel :

« Salut monde dont je suis la langue éloquente que sa bouche Ô Paris tire et tirera toujours aux allemands »

— (Calligrammes, 1918).

## 1919-1946

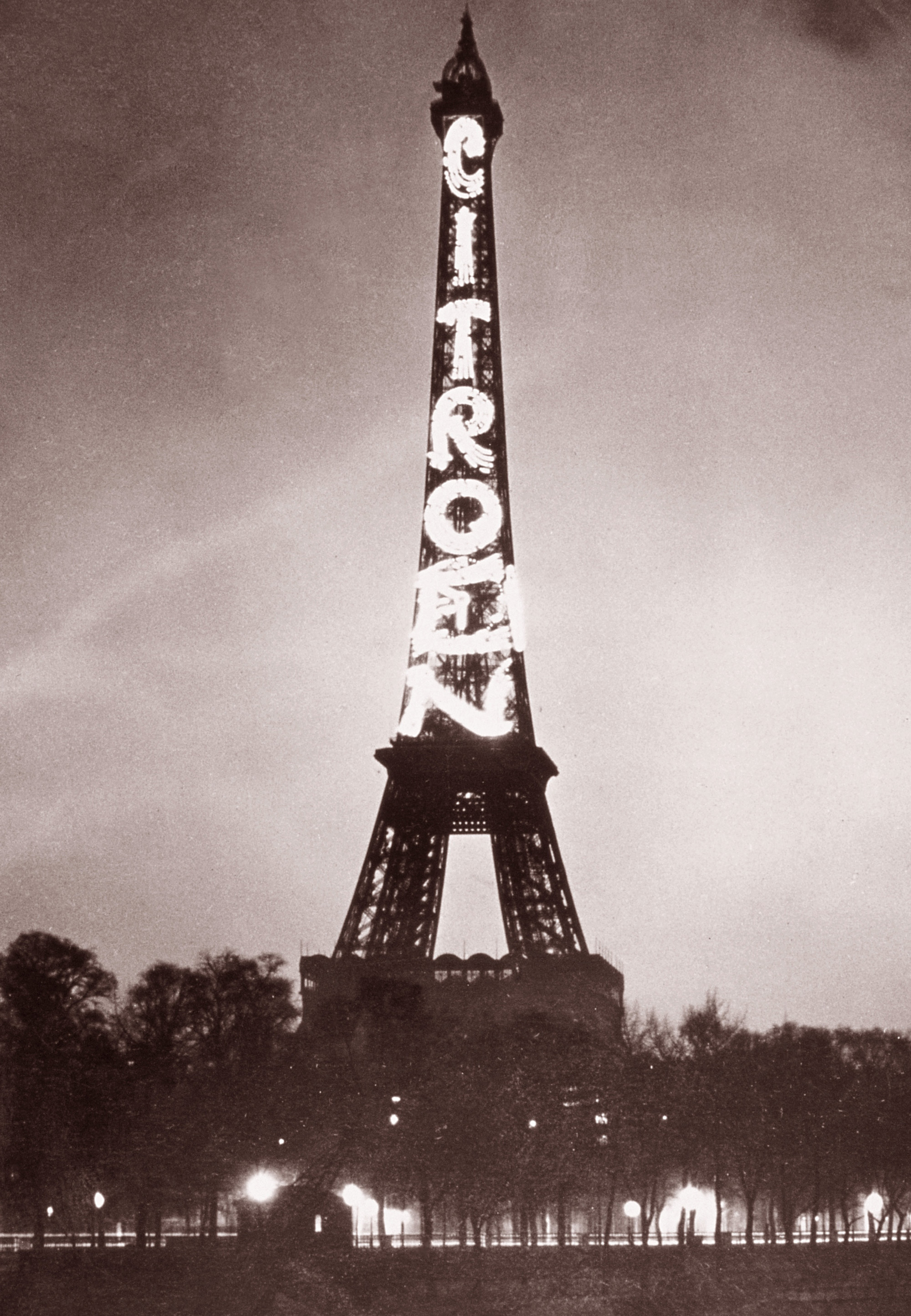
La tour Eiffel en 1925 avec la publicité lumineuse imaginée par André Citroën, étalant en hauteur son nom en lettres géantes

- Janvier 1921 : Première descente de la tour Eiffel en rappel.
- 1921 : Un émetteur civil diffuse depuis la tour Eiffel le premier programme radio capté par des amateurs à l'aide de postes à galène : Maud et Yvonne Printemps, Lucien et Sacha Guitry en étaient les vedettes.
- 6 février 1922 : Début des émissions radiophoniques régulières du premier "journal parlé".
- 2 juin 1923 : Pierre Labric, amateur de sport cycliste, journaliste au Petit Parisien et futur maire de la commune libre de Montmartre, descend l'escalier à bicyclette pour gagner un pari. Il est attendu au sol par les forces de l'ordre.
- 1923 : 10 000 000e visiteur.
- 1923 : Sortie de Paris qui dort de René Clair : un scientifique plonge Paris dans le sommeil, à l'exception de certaines personnes qui trouvent refuge dans les hauteurs de la tour Eiffel et échappent au sort des autres parisiens.
- 1925 : Débuts de la télévision en France depuis la tour Eiffel. Le chercheur Édouard Belin utilise un miroir mobile qui renvoie des bribes d'images sur un panneau de cellules photo-électriques. Le résultat n'est pas exceptionnel, mais prometteur.
- 1925 : Une publicité Art déco géante, imaginée par André Citroën, s'affiche sur la tour Eiffel. Le nom Citroën s'affiche en lettres géantes sur la hauteur de la tour.
- 1925 : Un escroc, Victor Lustig, aidé par un acolyte rencontré à New York, Dan Collins, surnommé “Dapper Dan”, monte une arnaque et fait toute une mise en scène pour arriver à revendre la tour Eiffel en pièce détachées à un ferrailleur crédule.
- 21 mai 1927 : Charles Lindbergh devient le premier pilote à traverser l'océan Atlantique au cours d'un vol en solitaire et sans escale, reliant New York à Paris les 20 et 21 mai 1927, en 33 h 30, à bord de son avion The Spirit of Saint Louis, spécialement conçu pour l'occasion. Quelques instants après son atterrissage au Bourget, Charles Lindbergh dit que l'embrasement de la tour Eiffel est la première chose qu'il ait vue de Paris.
- 1928 : Sortie du court-métrage La Tour de René Clair.
- 1930 : La tour Eiffel perd sa place de plus haut monument du monde. Elle est désormais devancée par le Chrysler Building à New York (318,9 mètres avec l'antenne).
- 1931 : Exposition coloniale internationale à Paris : La tour Eiffel reçoit cette année-là 822 550 visiteurs (contre 580 075 en 1930 et 339 242 en 1932).
- 1933 : Dans le “E” de son nom qui s'étale depuis 1925 en lettres géantes sur la hauteur de la tour Eiffel, André Citroën fait rajouter une horloge dont le double cadran mesure 20 mètres de diamètre. Située à 200 mètres du sol, elle fonctionne avec un moteur de 300 grammes et est constituée de 3 000 lampes reliées par 17 kilomètres de câbles.
- 24 février 1934 : La tour Eiffel s'orne du plus grand thermomètre du monde (160 m), conçu par les ingénieurs de la Société Jacopozzi et pourvu de lampes rouges qui traduisent le mouvement du mercure.
- 1935-1939 : À partir du 17 novembre 1935, des émissions télévisées expérimentales, avec un faible définition de 60 lignes, sont diffusées depuis la tour Eiffel.
- 17 avril 1935 : Georges Mandel, le ministre des Postes, Télégraphe et Téléphone de l'époque, informe la presse de sa volonté de mettre en place « un service de télévision nationale qui fonctionnerait parallèlement avec les émissions de radiodiffusion ».
- 1936 : Georges Mandel fait installer la première antenne de télévision au sommet de la Tour. Chaque semaine, quatre émissions officielles sont diffusées depuis la tour.
- 1937 : Exposition internationale des Arts et Techniques : installation sous la première plate-forme du plus grand lustre du monde.
- 1937 : Exposition internationale des Arts et Techniques : nouvel éclairage de la tour Eiffel conçu par André Granet. L'installation demande 10 km de tubes fluorescents de couleurs variées et 30 projecteurs de marine tournés vers le ciel. Le feston du premier étage, démodé et alourdissant la silhouette de l'édifice est démonté.
- 1938 : Visite à Paris du couple royal George VI du Royaume-Uni-Elizabeth Bowes-Lyon : Un immense drapeau du Royaume-Uni (40 mètres de long, 30 mètres de large, 120 kg) est installé au sommet de la tour Eiffel.
- 1939 : Fête du cinquantième anniversaire de la tour Eiffel : une grand-messe célébrée par Monseigneur Chaptal, l'Archevêque de Paris, un dîner de gala est donné en présence du Duc et de la Duchesse de Windsor et Mlle Jacqueline Vialle, 19 ans, vendeuse, mesurant 1,85 m, est élue “miss tour Eiffel”.
- 1939 : Sortie du film américain Ninotchka d'Ernst Lubitsch avec Greta Garbo.
- 1940 : Seconde Guerre mondiale : La tour Eiffel est fermée au public, et ce, jusqu'en 1945.
- 1943 : Seconde Guerre mondiale : l'armée allemande installe une antenne sur la tour Eiffel et diffuse des programmes à destination des blessés hébergés dans la région.
- 24 août 1944 : Libération de Paris : un drapeau français, fabriqué avec trois draps cousus ensemble, est hissé tout en haut de la tour Eiffel. Les troupes américaines installent au troisième étage leur service Transmission assurant les communications entre les ports de la Manche, l'Angleterre et les troupes alliées cantonnées aux environs de Paris.
- 1946 : Après plusieurs années de fermeture pour cause de Guerre mondiale, la tour Eiffel ouvre de nouveau ses portes au public en juin. Cette année-là, elle accueille 603 349 personnes (de juin à décembre, donc).

## 1947 à nos jours
| Jour/mois Autre précision | Année | Commentaire |
|                           | 1947  | 20 000 000e visiteur. |
|                           | 1948  | Bouglione, directeur du cirque du même nom, fête l'anniversaire de la plus vieille éléphante au monde (85 ans) sur la tour Eiffel. Elle se promènera, sans toutefois atteindre le premier étage. |
|                           | 1949  | Sortie du film L'homme de la Tour Eiffel (The Man on the Eiffel Tower) de Burgess Meredith. Au cinéma, il s'agit de la première adaptation en couleur d'un épisode du commissaire Maigret, inventé par l'écrivain Georges Simenon. Le meurtre est commis à la tour Eiffel et le commissaire enquête sur les lieux du crime à la recherche d'indices. |
| 21 novembre               | 1951  | La princesse Margaret, sœur cadette de la reine Élisabeth II, visite la tour Eiffel. |
| Avril                     | 1952  | Pour la première fois, une émission de télévision est retransmise directement à Londres depuis la Tour Eiffel. Georges de Caunes et Jacqueline Joubert présentent l'émission. La plus grande difficulté réside dans la définition des écrans de télévision, différentes des deux côtés de la Manche : 819 lignes en France pour 405 en Angleterre. |
| 6 juin                    | 1952  | Le trapéziste Rose Gold effectue une démonstration sans filet à 118 mètres au-dessus du sol. |
| 2 juin                    | 1953  | Couronnement d'Élisabeth II : première diffusion en Eurovision, réalisée depuis la tour Eiffel. |
| 3 janvier                 | 1956  | Un incendie se déclare dans le local de l'émetteur de télévision et endommage le sommet de la Tour Eiffel. Le belvédère surplombant le quatrième étage et les installations supportant le mât sont détruits. Les travaux de remise en état dureront un an. |
|                           | 1956  | 30 000 000e visiteur. |
|                           | 1957  | La partie supérieure du 3e étage est reconstruite pour y accueillir une nouvelle antenne et fait culminer la Tour Eiffel à une hauteur de 320,75 mètres. |
|                           | 1958  | À l'occasion des manifestations de la Saison de Paris, 1 290 projecteurs sont installées dans les fosses dissimulées dans les jardins du Champ-de-Mars. Ils resteront en service jusqu'au 31 décembre 1985. |
| Juin                      | 1959  | Julien Bertin, dix ans et demi, né à Quincampoix, en Seine-Maritime est officiellement le 35 000 000e visiteur de la tour Eiffel. M. Legrain-Eiffel, petit-fils de Gustave Eiffel lui remet les clefs d'une Simca Aronde-P60. |
| 25 septembre              | 1962  | Pour le lancement du film Le Jour le plus long, le producteur Darryl F. Zanuck organise un spectacle à Paris. À cette occasion, Édith Piaf, accompagnée d'un feu d'artifice de 1 500 fusées, chante depuis le premier étage de la Tour Eiffel devant 25 000 personnes. |
|                           | 1962  | 40 000 000e visiteur. |
| 11 juillet                | 1963  | La télévision française tourne un ballet pour l'émission Au cœur de Paris, réunissant Maurice Chevalier, Zizi Jeanmaire et le mime Marceau. |
|                           | 1963  | Cette année-là, passage pour la première fois du cap symbolique des 2 millions d'entrées. |
| Mai                       | 1964  | 75e anniversaire de la Tour Eiffel : les alpinistes Guido Magnone et René Desmaison se lancent à l'assaut du monument malgré une météo maussade. Leur exploit sera retransmis en Eurovision. La Tour Eiffel invite à déjeuner 75 Parisiens nés en 1889, le plus célèbre étant Maurice Chevalier (en réalité, il est né quelques mois avant 1889, le 12 septembre 1888). |
| 6 novembre                | 1964  | Une jeune femme chute du 1er étage de la tour Eiffel et tombe sur le toit d'une voiture en stationnement. La tôle a amorti le choc et elle a survécu à l'accident. |
|                           | 1964  | Sortie du film de Claude Chabrol Les plus belles escroqueries du Monde. Composé de quatre histoires, l'un d'elles revient sur l'escroc Victor Lustig qui “vendit” la tour Eiffel en pièce détachées en 1925. |
|                           | 1964  | Roland Barthes publie La tour Eiffel, livre dans lequel il écrit : « Regard, objet, symbole, la Tour est tout ce que l'homme met en elle, et ce tout est infini. Spectacle regardé et regardant, édifice inutile et irremplaçable, monde familier et symbole héroïque, témoin d'un siècle et monument toujours neuf, objet inimitable et sans cesse reproduit, elle est le signe pur, ouvert à tous les temps, à toutes les images et à tous les sens, la métaphore sans frein ; à travers la Tour, les hommes exercent cette grande fonction de l'imaginaire, qui leur est liberté, puisque aucune histoire, si sombre soit-elle, n'a jamais pu leur enlever. »                                               |
|                           | 1965  | Dans le pilier nord de la tour Eiffel, un nouvel ascenseur permettant de transporter 110 personnes, est installé. |
|                           | 1966  | Lancement de la campagne mondiale contre la faim : Charles Aznavour et Georges Brassens chantent sur la tour Eiffel. |
|                           | 1967  | 50 000 000e visiteur. |
|                           | 1967  | Dans un recueil de nouvelles, Le K., Dino Buzzati raconte dans l'une d'elles, l'histoire d'André Lejeune, ouvrier mécanicien à Rungis que Gustave Eiffel approche dans l'espoir de le faire travailler sur le chantier de la tour Eiffel : « -Je suis l'ingénieur Gustave Eiffel et je voudrais vous faire une proposition. […] -Je construirai pour Paris, pour la France, pour le monde, cette tour que vous voyez. En fer. Ce sera la tour la plus haute du monde. -Haute de combien ? demandai-je. -Le projet officiel prévoit une hauteur de trois cents mètres. Mais ça c'est le chiffre dont je suis convenu avec le gouvernement, pour ne pas les épouvanter. ce sera finalement beaucoup plus haut. » |
| 2 décembre                | 1969  | Une patinoire est installée au 2e étage de la tour Eiffel. Pour l'anecdote, l'ours du Cirque de Moscou est le premier à s'y essayer. |
|                           | 1971  | 60 000 000e visiteur. |
|                           | 1972  | Cette année-là, passage pour la première fois du cap symbolique des 3 millions d'entrées. |
|                           | 1974  | 70 000 000e visiteur. |
|                           | 1977  | Le golfeur Arnold Palmer frappe des balles depuis le 2e étage de la tour Eiffel. |
|                           | 1977  | 80 000 000e visiteur. |
|                           | 1978  | Après une première tentative enrayée par la police au 2e étage, ascension jusqu'au sommet quelque temps plus tard par deux grimpeurs parisiens, Christian Ferer et Gérard Bourbon. |
| 1er janvier               | 1980  | Le nouvel exploitant de la tour devient la SNTE (Société Nouvelle d'Exploitation de la Tour Eiffel), le propriétaire restant la Ville de Paris. |
|                           | 1980  | 90 000 000e visiteur. |
| Mars                      | 1981  | La SNTE (Société Nouvelle d'Exploitation de la Tour Eiffel), l'exploitant, en accord avec la Ville de paris, propriétaire de la tour Eiffel, engage les plus importants travaux de rénovation que la tour ait connus depuis sa construction, autour de trois chantiers : - L'allègement de la structure de l'édifice (soit finalement 1 340 tonnes) - La reconstruction totale des ascenseurs et escaliers. - La création de moyens de sécurité adaptés au succès populaire de la tour. |
|                           | 1981  | Exposition Gustave Eiffel, organisée par la Ville de Dijon. |
| 22 septembre              | 1982  | Jacques Chirac, maire de Paris à l'époque, inaugure les nouvelles installations de la Tour Eiffel, commencées en mars 1981 et réalisées avec budget final de 205 millions de francs. |
|                           | 1982  | Exposition Gustave Eiffel et son temps, organisée par Bernard Marrey au musée de La Poste à Paris. |
| 1er décembre              | 1983  | Mise en vente aux enchères de 20 tronçons de l'escalier hélicoïdal qui menait, à l'ouverture de la tour Eiffel, du 2e au 3e étage. L'opération est retransmises par vingt et une télévisions du monde entier. Certaines pièces sont offertes à de musées français. |
|                           | 1983  | 100 000 000e visiteur. |
| 25 mars                   | 1984  | Bernard Rocher, Président de la Société nouvelle d'exploitation de la Tour Eiffel remet une médaille commémorative aux 150 ouvriers qui se sont le plus distingués lors des travaux de réaménagement du monument, qui ont eu lieu de mars 1981 à septembre 1982. La médaille est également remise à 250 compagnons venus en délégation de sept pays d'Europe. Une plaque commémorative en l'honneur d'Eugène Milon, qui supervisait le chantier du levage de la Tour Eiffel de 1887 à 1889, est dévoilée. |
|                           | 1984  | Cette année-là, passage pour la première fois du cap symbolique des 4 millions d'entrées. |
|                           | 1985  | 110 000 000e visiteur. |
|                           | 1986  | Pour la nuit, la tour Eiffel met en place un éclairage doré, réalisé à l'aide de lampes au xénon de 6 000 W, ayant pour longévité 1 200 heures environ. |
| 25 juin                   | 1987  | Le Néo-Zélandais A.J. Hackett réalise un saut à l'élastique (non autorisé) depuis le 2e étage de la tour Eiffel. |
|                           | 1988  | 120 000 000e visiteur. |
| août                      | 1989  | L'équilibriste Philippe Petit rejoint l'esplanade du Trocadéro depuis le deuxième étage de la tour Eiffel sur un fil de 760 mètres de long. |
|                           | 1989  | Le pilier sud offre un nouvel ascenseur, un monte-charge réalisé par Otis, réservé au personnel, afin de réserver l'usage des autres ascenseurs de la tour aux seuls visiteurs. |
|                           | 1989  | Cette année-là, passage pour la première fois du cap symbolique des 5 millions d'entrées. |
|                           | 1989  | Exposition 1889, la tour Eiffel et l'exposition universelle, organisée au Musée d'Orsay à Paris. |
|                           | 1990  | 130 000 000e visiteur. |
|                           | 1990  | Les rencontres internationales de l'audiovisuel scientifique, Image et science, se déroulent à la tour Eiffel. |
| 14 mai                    | 1991  | Exposition Les Tours du Monde : de Babel à nos jours. |
|                           | 1991  | 140 000 000e visiteur. |
| 31 mars                   | 1992  | Exposition Visions d'Europe : peintures, sculptures et photographies de 50 jeunes artistes originaires de 30 capitales européennes. |
| 30 août                   | 1993  | À 17 h 51, Jacqueline Martinez est officiellement le 150 000 000e visiteur. Cette jeune femme de 33 ans se voit offrir une voiture. |
| 14 juillet                | 1994  | Concert pour la tolérance : Jean Michel Jarre donne un concert au pied de la tour Eiffel pour célébrer les 50 ans de l'UNESCO devant plus d'un million de spectateurs. |
|                           | 1995  | 17e campagne de peinture de la Tour Eiffel depuis sa construction. 25 peintres alpinistes escaladent la tour Eiffel pour appliquer les 60 tonnes nécessaires à son entretien. |
|                           | 1995  | 160 000 000e visiteur. |
|                           | 1996  | La brasserie située au premier étage de la tour Eiffel est totalement rénovée et devient le restaurant Altitude 95, de même que le “pavillon Ferrié” au premier étage, qui comprend bureau de poste, buffet et vitrines. |
| 25 février                | 1997  | Jacques Chirac, Président de la République française rend hommage à Paul-Émile Victor. 50 ans plus tôt, le Conseil des ministres chargeait Paul-Émile Victor de la préparation des Expéditions polaires françaises-Missions Paul-Émile Victor. Au 1er étage de la tour Eiffel, un décor en conséquence est installé : banquise et pingouins, mannequins chaudement habillés au milieu de chenillettes, de traîneaux et autres matériels scientifiques indispensables aux expéditions polaires. |
| 21 août                   | 1997  | 8e Journée mondiale de la jeunesse : Venue du pape Jean-Paul II devant un million de jeunes rassemblés sur le Champ-de-Mars. |
|                           | 1997  | 170 000 000e visiteur. |
|                           | 1998  | Cette année-là, passage pour la première fois du cap symbolique des 6 millions d'entrées. |
| 26 mai                    | 1998  | Exposition consacrée à Jules Verne : un portrait géant de l'écrivain est tendu entre les 1er et 2e étages. Constitué de pastilles rondes de 8 cm de diamètre, en aluminium, de couleur noir et argent, montées sur un filet de 300 m2 et d'un poids total de 2,1 tonnes, il a été réalisé d'après une photographie de Félix Nadar. |
| 1er septembre             | 1999  | Ouverture de l'hôtel casino « Paris Las Vegas » sur le Las Vegas Strip, Paradise, Nevada, situé près de Las Vegas, États-Unis. Devant l'hôtel s'affiche une reproduction à l'échelle 1:2 de la tour Eiffel, soit une reproduction de 165 m de haut. |
|                           | 1999  | Exposition “La tour Eiffel au bord de l'Arno”, à Florence, en Italie, organisée par les Archives nationales. Intitulée De la Toscane à l'Europe de Gustave Eiffel, la Tour Eiffel au bord de l'Arno, elle durera trois mois. |
|                           | 1999  | 180 000 000e visiteur. |
| 1er janvier               | 2000  | La tour Eiffel indique sur un écran géant la date. Mis en route 1 000 jours plus tôt, cet écran indiquait quotidiennement le nombre de jours restant jusqu'à ce 1er janvier. |
| 10 juin                   | 2000  | Johnny Hallyday donne un concert et un spectacle pyrotechnique, devant 600 000 personnes, au pied de la tour Eiffel. Il en sera tiré un disque : 100% Johnny - Live à la Tour Eiffel, Johnny Hallyday., compilation (CD album), 2 Volumes, 2000. |
|                           | 2000  | 190 000 000e visiteur. |
|                           | 2000  | Depuis le 1er janvier 2000 et tout au long de l'année, 20 000 ampoules à baïonnettes scintillent pendant 10 minutes à midi, puis, en superposition de l'éclairage doré mis en place en 1986, 5 minutes toutes les heures comprises entre la tombée de la nuit et 1 heure du matin. Et pour clore le spectacle, à 1 heure du matin, le scintillement durait 10 minutes, tour éteinte. |
| Décembre                  | 2001  | Début de la 18e campagne de peinture de la tour Eiffel depuis sa construction. La campagne s'est terminée en juin 2003 et a utilisé une nouvelle peinture sans plomb. |
|                           | 2002  | 200 000 000e visiteur. |
| Juin                      | 2003  | La tour Eiffel reprend le principe de ses illuminations de l'an 2000, mais cette fois, avec 20 000 lampes à éclats. En superposition de l'éclairage doré mis en place en 1986, scintille quinze minutes chaque heure, de la tombée de la nuit jusqu’à 2 heures du matin l’été (1 heure du matin l’hiver). À 2 heures du matin l'été (1 heure en hiver), le scintillement a lieu, tour éteinte. |
| 22 juillet                | 2003  | Un léger incendie prend vers 19 h 20 au sommet de la tour, ne faisant aucun blessé. |
|                           | 2003  | 210 000 000e visiteur. |
| 17 janvier                | 2004  | Pour le lancement de la télévision numérique terrestre (TNT), une nouvelle antenne est mise en place. |
| 24 janvier                | 2004  | À l’occasion de la célébration du Nouvel An Chinois la tour Eiffel s'est parée de couleur rouge, jusqu'au 29 janvier au matin. Pendant ces 5 jours, cette habillage rouge a été visible de 17 hh du soir à 7 h 30 du matin. Le coup d'envoi, le 24 janvier, s'est fait à l'issue du défilé organisé sur les Champs-Élysées, lors d’une cérémonie d’illumination en présence des Ministres français et chinois de la Culture et des Maires de Paris et de Pékin. |
| 16 mai                    | 2005  | Un norvégien âgé de 31 ans, accompagné de deux amis, tous adeptes du base jump, se tue vers 22 heures en voulant sauter en parachute du deuxième étage de la tour Eiffel. |
|                           | 2005  | Pascal Lainé publie le roman Le mystère de la Tour Eiffel, adapté la même année en téléfilm par Simon Brook sous le titre La légende vraie de la tour Eiffel. |
|                           | 2005  | 220 000 000e visiteur. |
| 1er janvier               | 2006  | Exploitation de la tour Eiffel : La société d'économie mixte SETE (Société d'exploitation de la Tour Eiffel) succède pour 10 ans au concessionnaire précédent, la SNTE (Société nouvelle d'exploitation de la Tour Eiffel), dont le mandat expirait au 31 décembre 2005. Le propriétaire est toujours la Ville de Paris. |
| 29 janvier                | 2007  | l'association Greenpeace utilise la tour Eiffel pour communiquer sur le réchauffement planétaire lors de la réunion du Groupe Intergouvernemental d'experts sur l'Évolution du Climat (GIEC) à Paris. L'affichage représente un thermomètre portant l'inscription “it's not too late”. |
| 31 mars                   | 2009  | Début de la 19e campagne de peinture de l'édifice, couleur bronze pour ses 120 ans. Par le passé, elle a changé plusieurs fois de couleur, passant du brun-rouge à l’ocre jaune pour arriver au bronze d’aujourd’hui |

13 novembre 2015 et 14 novembre 2015: la Tour Eiffel s'éteint toute la nuit à compter des attentats de Paris ayant fait environ 130 morts et 300 blessés. Elle ne s'est pas rallumée en signe de deuil national.

## Sources
- La Tour de Monsieur Eiffel. Bertrand Lemoine. Paris : Gallimard, 1989. - 143 p. : ill.(Découvertes Architecture).  (ISBN 2-07-053083-3).
- La Tour Eiffel. Publié par SEP-Trésors IDF (Le Parisien et les Éditions Fabbri). Septembre 2005.
- www.tour-eiffel.fr, le site officiel